# Урбане легенде (филм)
Урбане легенде (енгл. Urban Legend) су америчко-канадски слешер хорор филм из 1998. године, у режији Џејмија Бланкса, са Џередом Летом, Алишом Вит, Ребеком Гејхарт, Таром Рид, Џошуом Џексоном и Робертом Инглундом у главним улогама. Радња је смештена у Новој Енглеској и прати групу тинејџера који постају жртве серијског убице који своје злочине базира на урбаним легендама.
Упркос помешаним и претежно негативним критикама, филм је остварио велики комерцијални успех. Највише негативних критика односиле су се на бројне сличности са друга два популарна слешера из 1990-их, Вес Крејвенов Врисак (1996) и Знам шта сте радили прошлог лета (1997).  Алиша Вит је била номинована за Награду Сатурн за најбољу младу глумицу, али је изгубила од Тобија Магвајера. На Међународном фестивалу филмске музике, Кристофер Јанг је награђен за најбољу музику у хорор филму.
Филм је започео истоимену трилогију, при чему је први наставак објављен 2000. под насловом Урбане легенде 2: Коначни рез, а други 2005. под насловом Урбане легенде 3: Крвава Мери. У фебруару 2020. најављен је рибут који ће режирати Колин Минихан.

## Радња
Студенти Универзитета Пендлетон постају мете маскираног серијског убице, који своја убиства базира на урбаним легендама. Натали Симон почиње да сумња да су убиства повезана са злочином из прошлости у који је умешана и док покушава да открије идентитет убице, њени пријатељи постају нове жртве...

## Улоге
| Глумац                | Улога                     |
| --------------------- | ------------------------- |
| Џаред Лето            | Пол Гарднер               |
| Алиша Вит             | Натали Симон              |
| Ребека Гејхарт        | Бренда Бејтс              |
| Тара Рид              | Саша Томас                |
| Мајкл Розенбаум       | Паркер Рајли              |
| Лорета Девин          | Рис Вилсон                |
| Џошуа Џексон          | Дејмон Брукс              |
| Роберт Инглунд        | професор Вилијам Врекслер |
| Данијела Харис        | Тош Гванери               |
| Џон Невил             | декан Адамс               |
| Наташа Грегсон Вагнер | Мишел Мансини             |
| Стефани Ен Милис      | Фелисија                  |
| Бред Дуриф            | Мајкл Макдонел            |
| Џулијан Ричингс       | чудни домар               |